# Estàtua de la Dona Treballadora
La dona treballadora és una estàtua creada per a commemorar el treball fet per la gent del poble en el món de la indústria tèxtil.
Està situada al municipi de Vilafranca, en la comarca dels Ports. L'estàtua es troba més concretament en l'avinguda del Llosar, enfront de l'Ajuntament. Està allí situada, ja que és un lloc cèntric i visible per a tot el món. Està feta de bronze. El creador va ser José Manuel Garcia Cerveró l'estiu de l'any 2009.
Representa la tasca exercida per tots els treballadors en la indústria tèxtil. Com Vilafranca és i ha estat una localitat industrial, sempre ha estat present aquest treball, amb les diferents fàbriques que han hi hagut en el pas de la història, com la "Marie Claire". Cada any es reuneix la gent del poble allí, el dia de la dona per manifestar-se